# 노르웨이 여자 핸드볼 국가대표팀
노르웨이 여자 핸드볼 국가대표팀(노르웨이어: Norges kvinnelandslag i håndball)은 노르웨이을 대표하여 국제 경기에 참가하는 여자 핸드볼 국가대표팀이다. 노르웨이 핸드볼 연맹이 운영하고 있다. 

## 역대 성적

### 올림픽
- 1976년 - 본선 진출 실패
- 1980년 - 본선 진출 실패
- 1984년 - 본선 진출 실패
- 1988년 - 은메달
- 1992년 - 은메달
- 1996년 - 4위
- 2000년 - 동메달
- 2004년 - 본선 진출 실패
- 2008년 - 금메달
- 2012년 - 금메달
- 2016년 - 동메달
- 2020년 - 동메달
- 2024년 - 금메달